# بلخابی
بلخابی جماعت و شهرکی در جنوب غربی کشور تاجیکستان است که در ناحیهٔ مؤمن‌آباد ولایت ختلان قرار دارد. جمعیت این جماعت ۸٬۳۱۵ است.